# He'erkou
He'erkou (kinesiska: 河儿口) är en köping i sydöstra Kina. Den ligger i Fengkai härad i staden Zhaoqing i provinsen Guangdong, omkring 160 kilometer väster om provinshuvudstaden Guangzhou. Antalet invånare är 21 483. Befolkningen består av 10 618 kvinnor och 10 865 män. Barn under 15 år utgör 26,0 %, vuxna 15-64 år 64 %, och äldre över 65 år 8,0 %.